# Tatsuya Enomoto
Tatsuya Enomoto (født 16. marts 1979) er en japansk tidligere professionel fodboldspiller.
Han har spillet for flere forskellige klubber i sin karriere, herunder Yokohama F. Marinos og Vissel Kobe.